# در حال پرسه
در حال پرسه (انگلیسی: Just Rambling Along) یک فیلم کمدی صامت آمریکایی است که در سال ۱۹۱۸ منتشر شد.

## بازیگران
- استن لورل
- کلارین سیمور
- نوآ یانگ
- جیمز پروت
- باد جیمیسون
- ماری موسکینی
- دوروثیا والبرت
- بل میچل
- والاس هاو
- هری کلیفتون